# Ludwig von Senger

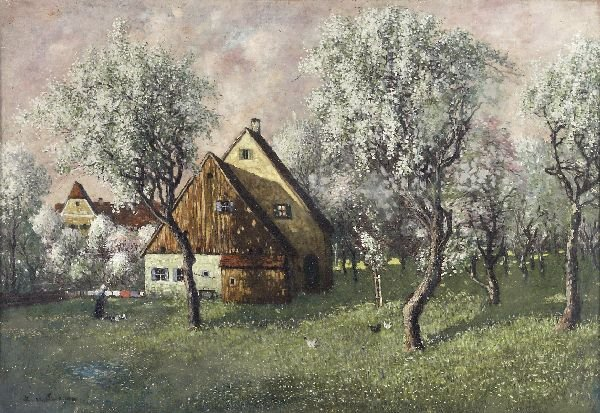
Frühlingslandschaft

Ludwig von Senger (* 6. November 1873 in Waldsassen; † 12. Oktober 1937 in München) war ein deutscher Landschaftsmaler, hauptsächlich in Bayern tätig.
Nach dem Abitur studierte Ludwig von Senger Malerei seit dem 16. Januar 1894 an der Königlichen Akademie der Künste in München in der Naturklasse bei Johann Caspar Herterich, später bei Wilhelm von Diez. Er unternahm Studienreisen nach Italien und der Schweiz. 
Seine Werke entstanden unter dem Einfluss des Impressionismus. Ludwig von Senger war Mitglied des Deutschen Künstlerbundes in  Weimar sowie des Reichsverbandes bildender Künstler Deutschlands.
Ludwig von Senger lebte von etwa 1904 bis 1920 in Fürstenfeldbruck, besuchte oft Kallmünz, wo er viele Landschaftsbilder schuf. Seit 1920 wohnte er in München. Viele seiner Werke erschienen in Form von Ansichtskarten.